# Samuel John van Limburg Stirum
Samuel John graaf van Limburg Stirum (Hoogeveen, 11 februari 1754 - 's-Gravenhage, 20 juli 1824) was een Nederlands militair en politicus.

## Levensloop
Samuel was een zoon van Albert van Limburg Stirum, graaf van het Heilig Roomse Rijk, en van Elisabeth Sayer. Hij trouwde in 1788 met Johanna Sarah Reynst (Amsterdam, 1762 - Den Haag, 1837), dochter van viceadmiraal Pieter Hendrik Reijnst, telg uit het geslacht Reijnst en van Johanna Sara Bicker (1731-1801), lid van het geslacht Bicker. Ze hadden verschillende kinderen, die de Nederlandse nationaliteit behielden na de scheiding van België in 1830, met uitzondering van Willem-Bernard van Limburg Stirum die de Belgische nationaliteit aannam, vanwege zijn huwelijk met de Zuid-Nederlandse Albertine de Pret de Calesberg.
Samuel van Limburg Stirum was een orangistische officier, die zijn militaire carrière beëindigde als generaal-majoor en die in 1814 voor het departement Boven-IJssel zitting had in de Notabelenvergadering die besliste over de ontwerp-Grondwet.
Willem I was in 1814 nog geen koning, maar voorlopig 'soeverein vorst', toen hij in augustus 1814 zijn trouwe medestander Van Limburg Stirum, zoals een paar andere, erkenning van erfelijke adel verleende met de titel graaf, overdraagbaar op alle afstammelingen en opnam in de Ridderschap van de provincie Gelderland.
De koning benoemde hem in 1818 tot Eerste Kamerlid. Hij kwam uit Drenthe en was lid van de Gelderse ridderschap. Ten tijde van Lodewijk Napoleon was hij kwartierdrost in de omgeving van Arnhem.